# Карнево (Маковський повіт)
Карнево (пол. Karniewo) — село в Польщі, у гміні Карнево Маковського повіту Мазовецького воєводства.
Населення — 975 осіб (2011).
У 1975-1998 роках село належало до Цехановського воєводства.

## Демографія
Демографічна структура станом на 31 березня 2011 року:
|          | Загалом | Допрацездатний вік | Працездатний вік | Постпрацездатний вік |
| -------- | ------- | ------------------ | ---------------- | -------------------- |
| Чоловіки | 469     | 109                | 337              | 23                   |
| Жінки    | 506     | 117                | 295              | 94                   |
| Разом    | 975     | 226                | 632              | 117                  |